# Ніколає Александру
Ніколає Александру (рум. Nicolae Alexandru) був воєводою Волощини з династії Басарабів, правив між 1352 роком і листопадом 1364, наслідуючи свого батька Басараба I. До спадкування батькового трону був удільним воєводою Олтенії з 1342 року.
Ніколає Александру ще з 1343 року був співправителем свого батька. У 1351/1352 роках після смерті Басараба I, Ніколає Александру став другим правителем Волоського князівства. Ніколає Александру встановив союзницькі відносини з Візантійською імперією, Сербським і Болгарським царствами. Ніколає Александру після тривалої війни з Угорським королівством приніс формальну васальну присягу на вірність угорській короні, фактично залишаючись незалежним правителем. Ніколає Александру поступився королю Людовіку I в 1354 році, і визнав право Римсько-католицької церкви встановити місії у своєму князівстві, а також дав привілеї саксонським купцям з трансильванського Брашова на торгівлю з Валахією без сплати мита. У 1355 році Ніколає Александру і король Угорщини досягли угоди в обмін на Дробета-Турну-Северін.
У правління Ніколає Александру Волоська православна церква в травні 1359 року перейшла з болгарського Тирновського патріархату до підпорядкування візантійськомуКонстантинопольському патріархату. Ніколає Александру отримав від патріарха статус автократа, а у Волощині було засновано митрополію. Перевів митрополита Якинту з Вічіни у Добруджі до Арджеш.

## Родина
Ніколає Александру був тричі одружений. Від першого шлюбу з Марією Лакфю мав трьох синів і дочку:
- Владислав I Влайку (правив у 1364-1377),
- Раду I (правив у 1377-1383),
- Воїслав (помер 1366),
- Єлизавета.

Вдруге одружився з католичкою Кларою з Дубока, від шлюбу з якою мав двох дочок: Анна Валошка, яка стала дружиною відінського царя Івана Срациміра і матір'ю царя Костянтина II Асеня та королеви Доротеї Боснійської. Інша дочка вийшла заміж за Стефана Уроша V царя Сербії. Втретє одружився з Маргіт Дабкай, від шлюбу з якою дітей не залишив.